# Vicze Károly
Vicze Károly (Végvár, 1944. július 24. – 2019. január 5. vagy előtte) bánsági magyar helytörténész.

## Életútja
Középiskoláit 1953-tól Temesváron végezte; ugyanott, a hároméves Tanárképző Főiskolán szerzett 1967-ben történelem–földrajz szakos tanári diplomát (1967), majd a kolozsvári BBTE földrajz karán egészítette ki felsőfokú tanulmányait. 1980-tól a temesvári Bartók Béla Elméleti Líceumban tanított földrajzot és történelmet.

## Munkássága
A Bánság és Temesvár múltjára vonatkozó írásai a Heti Új Szó, Nyugati Jelen, a Szeged c. lapokban, valamint a Mindenki Kalendáriumában jelentek meg, majd tagja a Régi(j)óvilág
című regionális honismereti lap szerkesztőségének.
2015-ben Ezüstgyopár díjjal ismerték el.

## Kötetei
- „ Az vég Temesvárban…” (Temesvár, 2006);
- Temesközi történelem (Temesvár, 2007);
- Temesközi emlékhelyek (Temesvár, 2008).